# 鳥取県道206号皆生車尾線
鳥取県道206号皆生車尾線（とっとりけんどう206ごう かいけくずもせん）は、鳥取県米子市を通る一般県道である。

## 概要
米子市皆生温泉3丁目から米子市車尾4丁目に至る。

### 路線データ
- 起点：鳥取県米子市皆生温泉3丁目（皆生浄化センター入口交差点、鳥取県道300号米子環状線上）
- 終点：鳥取県米子市車尾4丁目（車尾交差点、国道9号・鳥取県道300号米子環状線交点）
- 総延長：2.8 km

## 歴史
- 2006年（平成18年）8月1日 - 鳥取県告示第552・553号により、バイパスの米子市上福原2丁目 - 米子市車尾4丁目・車尾交差点間の供用開始[1]。
- 2007年（平成19年）3月31日 - 鳥取県告示第324・326号により、旧道の米子市上福原2丁目 - 米子市車尾2丁目・車尾小学校入口交差点が米子市に移管され、米子市道となった[2]。

## 路線状況

### 重複区間
- 鳥取県道300号米子環状線（米子市皆生温泉3丁目・皆生浄化センター入口交差点（起点） - 米子市皆生新田2丁目・労災病院入口交差点）

### 道路施設

#### 橋梁
- 大池橋（水貫橋、米子市）

## 地理

### 通過する自治体
- 鳥取県
  - 米子市

### 交差する道路
| 交差する道路                                   | 交差する場所  | 交差する場所                      |
| ---------------------------------------------- | ------------- | --------------------------------- |
| 鳥取県道300号米子環状線 重複区間起点           | 皆生温泉3丁目 | 皆生浄化センター入口交差点 / 起点 |
| 国道431号 鳥取県道300号米子環状線 重複区間終点 | 皆生新田2丁目 | 労災病院入口交差点 / 終点         |
| 国道9号 鳥取県道300号米子環状線                | 車尾4丁目     | 車尾交差点 / 終点                 |

### 沿線
- 皆生温泉
- 山陰労災病院
- 米子市立福生東小学校
- 国立病院機構米子医療センター